# Albion (Indiana)
Albion is een plaats (town) in de Amerikaanse staat Indiana, en valt bestuurlijk gezien onder Noble County.

## Demografie
Bij de volkstelling in 2000 werd het aantal inwoners vastgesteld op 2284.
In 2006 is het aantal inwoners door het United States Census Bureau geschat op 2347, een stijging van 63 (2,8%).

## Geografie
Volgens het United States Census Bureau beslaat de plaats een oppervlakte van
3,6 km², geheel bestaande uit land. Albion ligt op ongeveer 283 m boven zeeniveau.

## Plaatsen in de nabije omgeving
De onderstaande figuur toont nabijgelegen plaatsen in een straal van 16 km rond Albion.